# MAKES REVOLUTION
『MAKES REVOLUTION』（メイクス・レボリューション）は、1996年8月12日にリリースされたT.M.Revolutionの1枚目のアルバム。発売元はアンティノスレコード。

## 概要
- T.M.Revolutionのデビュー・アルバム。累計売上は18.7万枚を記録[1]。
- 初回盤はデジパック仕様となっている。
- 「BLACK OR WHITE? ESPECIAL "MATT Mix"」は浅倉大介 expd. 西川貴教のシングル「BLACK OR WHITE?」リアレンジバージョン。2000年には再度アレンジされた「BLACK OR WHITE? version 3」が12thシングルとしてリリースされた。
- 「夢の雫」はT.M.Revolution初バラード曲。シングル未収録でノンタイアップだが、ファン投票を受け、セルフカバー・アルバム『UNDER:COVER』に収録された人気曲。
- 「LIAR'S SMILE」は「IMITATION CRIME」（3rdシングル「HEART OF SWORD 〜夜明け前〜」収録）と並び、デビュー曲候補の一つであったことが浅倉大介の著書『DAISUKE的にOK!?』で述べられている。

## 収録曲
| 全作詞: 井上秋緒（M-4, 作詞: 麻倉真琴）、全作曲・編曲: 浅倉大介。 |                                          |                                   |            |                                        |      |
| #                                                                 | タイトル                                 | 作詞                              | 作曲・編曲 | 出版社                                 | 時間 |
| 1.                                                                | 「We Make Revolution」                   | 井上秋緒 （M-4, 作詞: 麻倉真琴 ） | 浅倉大介   | ダーウィン                             | 1:25 |
| 2.                                                                | 「独裁 -monopolize- ESPECIAL "D-Mix"」   | 井上秋緒 （M-4, 作詞: 麻倉真琴 ） | 浅倉大介   | フジパシフィック音楽出版               | 5:09 |
| 3.                                                                | 「BLACK OR WHITE? ESPECIAL "MATT Mix"」  | 井上秋緒 （M-4, 作詞: 麻倉真琴 ） | 浅倉大介   | 日本テレビ音楽                         | 4:40 |
| 4.                                                                | 「PIN UP LADY」                          | 井上秋緒 （M-4, 作詞: 麻倉真琴 ） | 浅倉大介   | ダーウィン                             | 5:38 |
| 5.                                                                | 「夢の雫」                               | 井上秋緒 （M-4, 作詞: 麻倉真琴 ） | 浅倉大介   | ダーウィン                             | 5:22 |
| 6.                                                                | 「URBAN BEASTS」                         | 井上秋緒 （M-4, 作詞: 麻倉真琴 ） | 浅倉大介   | ダーウィン                             | 5:38 |
| 7.                                                                | 「臍淑女 -ヴィーナス- ESPECIAL "D-Mix"」 | 井上秋緒 （M-4, 作詞: 麻倉真琴 ） | 浅倉大介   | リアルロックス、テレビ朝日ミュージック | 4:42 |
| 8.                                                                | 「LIAR'S SMILE」                         | 井上秋緒 （M-4, 作詞: 麻倉真琴 ） | 浅倉大介   | ダーウィン                             | 4:26 |
| 9.                                                                | 「HEALING MY SOUL」                      | 井上秋緒 （M-4, 作詞: 麻倉真琴 ） | 浅倉大介   | ダーウィン                             | 3:29 |
| 合計時間:                                                         | 合計時間:                                | 合計時間:                         | 40:29      |                                        |      |

## 参加ミュージシャン・スタッフ
- トータル・プロデューサー：浅倉大介
- ミュージシャン：葛城哲哉、JAKE、白須衛治
- レコーディング・エンジニア：松本靖雄、MOTONARI SAKAI、TAKASHI IKITO、MASASHI GOTO
- ミキシング・エンジニア：松本靖雄
- マスタリング・エンジニア：田中三一
- ディレクター：安部裕子
- A&R：坂西伊作
- エグゼクティブ・プロデューサー：丸山茂雄、青木高貴（リアルロックス）